# Irmgard
Irmgard (in Varianten unter anderem auch Irmengard, Irmingard, Ermengarde) ist ein weiblicher Vorname.

## Herkunft und Bedeutung
Der Name stammt von dem Althochdeutschen ermin/irmin „groß“, „gewaltig“ und gard „Schutz“ (vergl. Etymologie des Wortes Garten).

## Verbreitung
Der Name Irmgard gehörte von der Mitte der 1910er bis Mitte der 1930er Jahre zu den zehn häufigsten Mädchennamen in Deutschland. In den Vierzigern sank seine Popularität, seit Ende der 1950er ist der Name kaum noch gebräuchlich.

## Namenstage (Selige/Heilige)
- 19. Februar: Erminthrudis
- 20. März: Irmingard von Tours – Heilige, Kaiserin (verheiratet mit Lothar I), gestorben 851
- 16. Juli: Irmgard von Chiemsee (von Buchau)
- 4. September: Irmgard von Süchteln (auch Irmgard/Irmengardis von Aspel), Heilige, Einsiedlerin, gestorben am 4. September um 1085, Gräfin von Aspel (bei Rees/Niederrhein)
- 3. Oktober: Irmgard von Baindt – Äbtissin

## Varianten
Die Namensherkunft zeigt sich besonders in den älteren Varianten des Namens, zu denen Ermengard(e), Irmengard und Irmingard zählen. Bei den meist mittelalterlichen Namensträgern zeigen sich teilweise auch mehrere Schreibweisen zu denselben Personen. Die latinisierte Form wurde durch das Anhängen des Suffixes -is erzielt, beispielsweise bei Irmengardis von Aspel. Auch eine wenig gebräuchliche männliche Form ist bekannt: Ermengardus, so beispielsweise bei Hermangard d’Asp.
Die kürzeren Formen Irmgard (die heute verbreitetste Form), aber auch Ermgard und Armgard, sind oft jüngeren Datums. Auch die Variante Ehrengard ist neuzeitlich, es kann sowohl eine verballhornte Form von Ermengard, wie auch eine Parallelbildung mit Ehre sein.
Es existieren zahlreiche Kurz- und Koseformen, die nur mit dem ersten Namensteil ermin/irmin gebildet werden und darum sowohl auf Irmgard, Irmtraud oder Irmhilde zurückgehen können. Dazu gehören Erma, Irma, Irmchen, Irmi, Irmine, Irmela und Imke.
Eher selten wird der Name Irmgart mit t am Ende geschrieben.

## Namensträgerinnen

### Einzelname
- Ermengarde von Anjou († 992), Ehefrau von Herzog Conan I. (Bretagne)
- Ermengarde von Anjou († 1076), Ehefrau von Graf Geoffroy Ferréol und von Herzog Robert I. von Burgund
- Ermengarde von Anjou († 1146), Ehefrau von Herzog Wilhelm IX. von Aquitanien und von Herzog Alain IV. (Bretagne)
- Ermengarde de Beaumont († 1233), Queen Consort von Schottland
- Irmgard von Berg (1255–1294), Gräfin von der Mark
- Irmgard von Braunshorn (1215–1277), Erbtochter des Arnold von Braunshorn-Stahleck
- Irmingard von Burgund (10. Jh.–11. Jh.) Gräfin der Provence und Königin von Burgund
- Ermengarde (Carcassonne) († um 1101), Erbin der Grafschaften Carcassonne und Razès
- Irmgard von Chiemsee (831–866), Tochter König Ludwig des Deutschen
- Irmingard von Hespengau, (* um 780; † 818), Gemahlin Ludwig des Frommen
- Ermengarde von Italien (um 855–896), Tochter von Kaiser Ludwig II. von Italien
- Irmgard von Kleve († 1319), Regentin der Grafschaft Berg
- Irmengard von Oettingen (* ca. 1304; † 1389), durch Heirat Pfalzgräfin bei Rhein
- Irmengard bei Rhein (auch Irmengard von Baden) (* um 1200, † 1260), Markgräfin von Baden
- Irmgard von Rott (auch: Ermingard von Rott oder Irmengard von Sulzbach; † 1101)
- Irmgard von Süchteln (auch Irmgard/Irmengardis von Aspel), Heilige, Einsiedlerin, gestorben am 4. September um 1085, Gräfin von Aspel (bei Rees/Niederrhein)
- Irmingard von Tours († 851) aus dem Haus der Etichonen
- Irmingard II. von Ummendorf (1298 bis 1307),  Äbtissin der vereinigten Stifte von Gernrode und Frose
- Irmingard von Verdun (* um 975; † 1042), Gräfin von Hammerstein

### Vorname Irmgard

#### A
- Irmgard Arnold (1919–2014), deutsche Opernsängerin (Sopran)

#### B
- Irmgard Bartenieff (1900–1981), deutsch-amerikanische Tänzerin, Choreografin und Tanztherapeutin
- Irmgard Christa Becker (* 1963), deutsche Archivarin und Historikerin
- Irmgard Behrendt (1924–2020), deutsche Ordensschwester und Autorin
- Irmgard Bensusan (* 1991), deutsch-südafrikanische Leichtathletin
- Irmgard Biernath (1905–1998), deutsche Bildhauerin und Kunstpädagogin
- Irmgard Boas (* 1928), deutsche Opernsängerin (Sopran)
- Irmgard Bock (* 1937), deutsche Erziehungswissenschaftlerin
- Irmgard Braun (* 1952), deutsche Alpinistin und Autorin

#### D
- Irmgard Düren (1930–2004), Fernsehmoderatorin in der DDR

#### E
- Irmgard Egert (* 1932), deutsche Leichtathletin
- Irmgard Ehle (1922–2007), deutsche Badmintonspielerin
- Irmgard Eilenstein (1912–1998), deutsche Industriellentochter
- Irmgard Enderle (1895–1985), deutsche Politikerin, Gewerkschafterin und Journalistin

#### F
- Irmgard von Faber du Faur (1894–1955), deutsche Schriftstellerin
- Irmgard Fees (* 1952), deutsche Historikerin
- Irmgard Feldhaus (1920–2010), deutsche Kunsthistorikerin und Museumsleiterin
- Irmgard Först (1915–2019), österreichische Schauspielerin
- Irmgard Franke-Dressler (* 1946), deutsche Politikerin (Bündnis 90/Die Grünen)
- Irmgard Fuest (1903–1980), deutsche Politikerin (CVP/CDU)
- Irmgard Furchner (1925–2025), deutsche KZ-Sekretärin und Stenotypistin
- Irmgard Fürst (1964–2025), deutsche Politikerin (SPD)

#### G
- Irmgard Gaertner-Fichtner (1930–2018), deutsche Politikerin (SPD)
- Irmgard Gerlatzka (* 1939), deutsche Badmintonspielerin
- Irmgard Giering (1925–2006), deutsche Künstlerin und Pädagogin
- Irmgard Griss (* 1946), österreichische Juristin und Richterin
- Irmgard Gylstorff (1912–1990), deutsche Veterinärmedizinerin

#### H
- Irmgard Harder (1922–2012), deutsche Schriftstellerin
- Irmgard Hauser-Köchert (1928–2015), österreichische Kunsthistorikerin
- Irmgard Heilmann (1919–1993), deutsche Verlegerin und Schriftstellerin
- Irmgard Heydorn (1916–2017), deutsche Sozialistin und Widerstandskämpferin
- Irmgard Höfer von Feldsturm (1865–1919), österreichische Schriftstellerin
- Irmgard Höß (1919–2009), deutsche Mittelalterhistorikerin
- Irmgard Horlbeck-Kappler (1925–2016), deutsche Malerin und Grafikerin
- Irmgard Hutter (* 20. Jahrhundert), deutsch-österreichische Kunsthistorikerin

#### J
- Irmgard Jedamzik (* 1938), deutsche Schauspielerin und Hörspielsprecherin
- Irmgard Juniel (* 20. Jahrhundert), deutsche Tischtennisspielerin

#### K
- Irmgard Karwatzki (1940–2007), deutsche Politikerin
- Irmgard Kelbch-Bernick (1920–2011), deutsche Schauspielerin
- Irmgard Keun (1905–1982), deutsche Schriftstellerin
- Irmgard von Kienlin-Moy (1908–2003), deutsche Graphikerin, Malerin und Poetin
- Irmgard Klaff-Isselmann (* 1957), deutsche Politikerin (CDU)
- Irmgard Klarmann (* 1957), deutsche Musikproduzentin, siehe Klarmann/Weber
- Irmgard Klingbeil (1935–2019), deutsche Politikerin (CDU)
- Irmgard Knef, Künstlername/Pseudonym des Autors und Kabarettisten Ulrich Michael Heissig (* 1965)
- Irmgard Agnes Kraus (1911–1995), deutsche Schauspielerin
- Irmgard Kriseleit († 2017), deutsche Archäologin
- Irmgard Kroymann (1921–2005), deutsche Gewerkschaftsfunktionärin

#### L
- Irmgard Lange (1941–2014), deutsche Schauspielerin und Regisseurin
- Irmgard von Lemmers-Danforth (1892–1984), deutsche Ärztin und Möbelsammlerin
- Irmgard Lindemann (* 1939), deutsche Schriftstellerin und Übersetzerin
- Irmgard Litten (1879–1953), deutsche Schriftstellerin
- Irmgard Lotz (1903–1974), deutsche Mathematikerin und Aerodynamikerin
- Irmgard Lukasser (* 1954), österreichische Skirennläuferin

#### M
- Irmgard Maenner (* 1959), deutsche Hörspielautorin
- Irmgard Männlein-Robert (* 1970), deutsche Klassische Philologin
- Irmgard Merkt (* 1946), deutsche Musikpädagogin
- Irmgard Mierbach (* 1942), deutsche Politikerin (SPD)
- Irmgard von Meibom (1916–2001), deutsche Verbandsfunktionärin (CDU)
- Irmgard Möller (* 1947), Mitglied der Rote Armee Fraktion (RAF)
- Irmgard von zur Mühlen (* 1936), deutsche Dokumentarfilmerin und Regisseurin
- Irmgard Müller (* 1934), deutsche Leichtathletin (Speerwurf)

#### N
- Irmgard Neumann (1925–1989), deutsche Politikerin (DBD)

#### O
- Irmgard Oepen (1929–2018), deutsche Medizinerin
- Irmgard Olbrich (1858–1903), deutsche Theaterschauspielerin
- Irmgard von Opel (1907–1986), deutsche Springreiterin und Unternehmerin

#### P
- Irmgard Perfahl (* 1921), österreichische Schriftstellerin und Bibliothekarin
- Irmgard Pinn (* 1946), deutsche Soziologin
- Irmgard Pozorski (* 1953), deutsche Künstlerin und Jazz-Fotografin
- Irmgard Praetz (1920–2008), deutsche Leichtathletin

#### R
- Irmgard Reichhardt (1935–1994), deutsche Politikerin (CDU)
- Irmgard Richter (1902–1931), deutsche Schauspielerin
- Irmgard Riessen (* 1944), deutsche Schauspielerin
- Irmgard Roebling (* 1940), deutsche Literaturwissenschaftlerin

#### S
- Irmgard Schati (1921–1992), deutsche Schauspielerin
- Irmgard Schlögl (1921–2007), österreichische Zen-Nonne und -Lehrerin
- Irmgard Schmid (* 1945), deutsche Politikerin (SPD)
- Irmgard Schneeberger, deutsche Schriftstellerin, bekannt als Sandra Paretti (1935–1994)
- Irmgard Elisabeth Schulte, deutsche Mode- und Werbedesignerin, bekannt als Bessie Becker (1919–1971)
- Irmgard Schwaetzer (* 1942), deutsche Politikerin (FDP)
- Irmgard Seefried (1919–1988), deutsche Sängerin (Sopran)
- Irmgard Sellnow (1922–2010), deutsche Ethnologin
- Irmgard Sondergeld (1925–2013), deutsche Stadtverordnete (CDU)
- Irmgard Sickert (1922–2002), deutsche Diplomatin
- Irmgard Sonnen (* 1954), deutsche Designerin
- Irmgard Spiess (1898–1999), deutsche Unternehmerin
- Irmgard Stadler (* 1937), deutsch-österreichische Opernsängerin

#### T
- Irmgard Thälmann (1919–2000), deutsche Parteifunktionärin (SED)
- Irmgard Edle von Traitteur (* 1926), deutsche Politikerin (CSU)

#### U
- Irmgard Uhlig (1910–2011), deutsche Malerin und Bergsteigerin

#### V
- Irmgard Vilsmaier (* 1970), deutsche Opernsängerin (Sopran)
- Irmgard Vogelsang (1946–2019), deutsche Politikerin (CDU)
- Irmgard Vogt (* 1941), deutsche Soziologin und Suchtforscherin

#### W
- Irmgard Waßmann (1926–2010), deutsche Puppenspielerin und Musikerin
- Irmgart Wessel-Zumloh (1907–1980), deutsche Malerin und Grafikerin
- Irmgard Weth (* 1943), deutsche Theologin und Pädagogin
- Irmgard Wirth (1915–2012), deutsche Kunsthistorikerin
- Irmgard von Witzleben (1896–1944), deutsche Künstlerin und Widerständlerin
- Irmgard Woldering (1919–1969), deutsche Ägyptologin und Museumsleiterin

### Vorname Irmengard / Irmingard
- Irmingard von Bayern (1923–2010), bayerische Adelige und Künstlerin
- Irmingard von Freyberg (1907–1985), deutsche Grafikerin und Scherenschnittkünstlerin
- Irmingard Grünwald (1912–1986), deutsche Malerin
- Irmingard Schewe-Gerigk (* 1948), deutsche Politikerin (Bündnis 90/Die Grünen)
- Irmingard Schreiter (1919–2014), deutsche Filmschauspielerin
- Irmengard Senoner (* 1942), italienische Zisterzienserin, von 1983 bis 2022 Äbtissin der Abtei Mariengarten

### Fiktion
- Ermengarde, zweite Protagonistin in Edgar Allan Poes Erzählung Eleonora